# Jacqueline de la Roche
Jacqueline de la Roche (fl. XIV secolo) fu baronessa sovrana di Veligosti e Damala dal 1308 al 1329, dal 1311 in coreggenza con il marito.

## Biografia
Era la figlia ed erede di Renaud de la Roche, e come tale l'ultima erede della famiglia De la Roche che aveva governato il Ducato di Atene dal 1204 al 1308.
Nel 1311 sposò Martino Zaccaria, signore di Chio, che divenne suo coreggente.
Quando Martino fu catturato e portato a Costantinopoli da Andronico III Paleologo nel 1329, Jacqueline fu lasciata libera con i suoi figli "e tutto ciò che potevano portare con sé" Fu la madre di Bartolomeo, Margravio di Bodonitsa, e di Centurione I.